# France Gerželj
France Gerželj, slovenski novinar, * 28. februar 1909, Beljak, † 14. junij 1984, Koper.

## Življenje in delo
Šolal se je v Mariboru, Ljubljani in Pragi, kjer je leta 1935 diplomiral na novinarskem oddelku Visoke šole za politične vede. Pred vojno je v Ljubljani in Mariboru sodeloval pri Kmečkem listu, Grudi, Glasu naroda, Večerniku in Edinosti, pri kateri je bil tudi urednik. Ob nemški okupaciji Kraljevine Jugoslavije se je umaknil v Ljubljano in postal aktivist Osvobodilne fronte. Po osvoboditvi je bil v letih 1945−1956 novinar pri Slovenskem poročevalcu in Ljudski pravici, ter hkrati v Ribnem pri Bledu vodil šolo za mlade novinarje, nato pa v Kopru deloval v dopisništvih Dela in Primorskih novic.